# 安东尼·迈克尔·豪尔
安東尼·邁克爾·豪爾（Anthony Michael Hall，1968年4月14日—）是一位美國演員和製片人。年幼時期就開始出演廣告并在1980年正式出道，出演過多部電影和電視劇。

## 外部連結
- 安东尼·迈克尔·豪尔在互联网电影资料库（IMDb）上的資料（英文）
- 在AllMovie上安东尼·迈克尔·豪尔的頁面（英文）